# Robert Friese
Robert Martin Friese (* 25. März 1868 in Offenbach am Main; † 21. Juli 1925 in Berlin-Charlottenburg) war ein deutscher Professor für Elektrotechnik, der den Delta-Glockenisolator entwickelte.
Nach seinem Studium an der Technischen Hochschule Darmstadt war er am dortigen Elektrotechnischen Institut zunächst Assistent und Dozent. Er war in der Prüfungskommission der Internationalen Elektrotechnischen Ausstellung 1891, bei der die Drehstromübertragung Lauffen–Frankfurt vorgestellt wurde. Ab 1895 war er in Frankfurt/Main Oberingenieur und Chef der Elektrizitäts-Aktiengesellschaft.
1897 entwickelte er in Zusammenarbeit mit der Porzellanfabrik Hermsdorf den Delta-Glockenisolator. 1899 wurde er Professor für Elektrotechnik an der TH München und 1903 Direktor der Siemens-Schuckertwerke in Berlin. 1904 brachte er die erste wissenschaftliche Monografie zum Elektroporzellan (vgl. Keramik) heraus.

## Schriften
- Das Porzellan als Isolier- und Konstruktionsmaterial in der Elektrotechnik (mit besonderer Berücksichtigung des Leitungsbaues); im Auftrage der Porzellanfabrik Hermsdorf-Klosterlausnitz unter Mitwirkung des Herren O. Arke